# Hans van Zeeland
Johannes (Hans) Hendrikus Jacques van Zeeland (Arnhem, 4 mei 1954) is een voormalig waterpolo-international en -coach. Hij nam tweemaal deel aan de Olympische Spelen en won hierbij één medaille.
Hans van Zeeland won op de Olympische Zomerspelen 1976 in Montreal de bronzen medaille met het Nederlandse team. In 1980 werd hij zesde met het Nederlands team. Op de Olympische Zomerspelen 1996 in Atlanta was hij de hoofdtrainer van het Nederlands waterpoloteam.
Alex Boegschoten · 
Ton Buunk · 
Andy Hoepelman · 
Evert Kroon · 
Nico Landeweerd · 
Hans Smits · 
Gijze Stroboer · 
Rik Toonen · 
Jan Evert Veer · 
Hans van Zeeland · 
Piet de Zwarte · 
Ivo Trumbić (Bondscoach)
Stan van Belkum · 
Wouly de Bie · 
Ton Buunk · 
Jan Jaap Korevaar · 
Nico Landeweerd · 
Aad van Mil · 
Ruud Misdorp · 
Dick Nieuwenhuizen · 
Eric Noordegraaf · 
Jan Evert Veer · 
Hans van Zeeland · 
 Ivo Trumbić (Bondscoach)